# Station Hamburg-Billwerder-Moorfleet
Station Hamburg-Billwerder-Moorfleet (Haltepunkt Hamburg-Billwerder-Moorfleet, kort: Haltepunkt Billwerder Moorfleet) is een spoorwegstation in het stadsdeel Billwerder van de Duitse stad Hamburg. Het station is onderdeel van de S-Bahn van Hamburg aan de spoorlijn Hamburg Hauptbahnhof - Aumühle.

## Geschiedenis
Station Billwerder-Moorfleet werd op 7 mei 1842 als halte van de Hamburg-Bergedorfer Eisenbahn geopend. Vanaf de elektrificatie van de lijn met een derde rail in 1958 is het station onderdeel geworden van de S-Bahn van Hamburg.

## Indeling
Het station telt twee zijperrons. Langs het station lopen sporen van de doorgaande spoorlijn Berlijn - Hamburg. De perrons zijn te bereiken via een voetgangersbrug aan de noordoostzijde van de perrons. Deze voetgangersbrug is aangesloten op de weg Unterer Landweg. Het station is nog niet toegankelijk gemaakt door middel van een lift. De perrons zijn aan een klein deel aan de noordoostkant overkapt.

## S-Bahnlijnen
De volgende S-Bahnlijn doet het station Billwerder-Moorfleet aan:
| Serie | Treinsoort        | Route                                                                                       | Bijzonderheden |
| ----- | ----------------- | ------------------------------------------------------------------------------------------- | -------------- |
|       | S-Bahn (DB Regio) | Altona – Dammtor – Hauptbahnhof – Berliner Tor – Billwerder-Moorfleet – Bergedorf – Aumühle |                |